# Clubiona procteri
Clubiona procteri este o specie de păianjeni din genul Clubiona, familia Clubionidae, descrisă de Gertsch, 1941. Conform Catalogue of Life specia Clubiona procteri nu are subspecii cunoscute.